# 弗朗索瓦·塞尔坦·康罗贝尔
弗朗索瓦·馬塞蘭·塞尔坦·德·康罗贝尔（法語：François Marcellin Certain de Canrobert，法語發音：[fʁɑ̃swa maʁsəlɛ̃ sɛʁtɛ̃ də kɑ̃ʁɔbɛʁ]；1809年6月27日—1895年1月18日）是一名法國軍人和政治人物，法国元帅。
康罗贝尔出身於軍官世家，1835年毕业于法国圣西尔军校后即参加北美殖民地战争。1850年晋升为将军，被任命为拿破崙三世的副官，参与1851年12月2日的国家政变。1856年晋升为法国元帅。1859年奥意法战争中参加馬真塔和索耳非利诺交战。1870年普法战争时，康罗贝尔指挥的军队在圣普里瓦战斗之后被迫撤到梅斯要塞，巴赞的军队在梅斯投降时，他也被俘。战后，康罗贝尔由洛特省选入参议院；1871年—1876年为法国国民议会中波拿巴主义者的领袖。

## 延伸閱讀
- Chisholm, Hugh (编). .  5 (第11版). London: Cambridge University Press: 207. 1911.
- Germain Bapst, Le Maréchal Canrobert. Souvenirs d'un siècle (Marshal Canrobert. Souvenir of a century), Paris, Plon, 1899, 1902, 1904.